# Два броньовики
«Два броньовики́» — радянський німий чорно-білий художній фільм 1928 року, знятий режисером Семеном Тимошенком на студії «Совкіно». Фільм не зберігся.

## Сюжет
1917 рік, Петроград. Про перехід солдатів Російської імператорської армії на сторону більшовиків у дні Жовтневої революції.

## У ролях
- Василь Чудаков —  Карпов, шофер броньовика
- Тетяна Гурецька —  Маша, прислуга
- Петро Кузнецов —  Тюкін
- Еміль Галь —  юнкер, племінник Тюкіна
- Петро Кириллов —  Васильєв, шофер
- Петро Подвальний —  офіцер
- Валерій Соловцов —  матрос
- Яків Гудкін —  гімназист

## Знімальна група
- Режисер — Семен Тимошенко
- Сценаристи — Семен Тимошенко, Віктор Шкловський
- Оператори — Олександр Гінцбург, Леонід Патліс
- Художник — Семен Мейнкін